# Festival international du film de Thessalonique 2019
Le festival international du film de Thessalonique 2019, 60e édition du festival (grec moderne : 60° Φεστιβάλ Κινηματογράφου Θεσσαλονίκης), se déroule du 31 octobre au 10 novembre 2019.

## Déroulement et faits marquants
Le 60e édition du festival a une sélection en compétition internationale qui comprend quatorze films.
Le 10 novembre 2019, le palmarès est dévoilé : c'est le film Viendra le feu (O que arde) de Oliver Laxe qui remporte l'Alexandre d'or du meilleur film. Le film La Fièvre (A Febre) de Maya Da-Rin remporte l'Alexandre d'argent.

## Jury

### Jury international
- Rugilė Barzdžiukaitė, réalisatrice
- Jacqui Davies, productrice
- Ariane Labed, actrice
- Angeliki Papoulia, actrice
- Wieland Speck, réalisateur, programmateur

## Sélection

### Compétition internationale
- A Thief's Daughter (La hija de un ladrón) de Belén Funes  Espagne
- Beware of Children (Barn) de Dag Johan Haugerud  Norvège  Suède
- Cosmic Candy de Rinio Dragasaki  Grèce
- Defunct (Απόστρατος) de Zacharias Mavroeidis  Grèce
- Viendra le feu (O que arde) de Oliver Laxe  Espagne
- Lillian de Andreas Horvath  Autriche
- Monos de Alejandro Landes  Colombie
- Patrick (De Patrick) de Tim Mielants  Belgique
- Rialto de Peter Mackie Burns  Irlande
- Canción sin nombre de Melina León  Pérou
- Swallow de Carlo Mirabella-Davis  États-Unis
- La Fièvre (A Febre) de Maya Da-Rin  Brésil
- Wet Season de Anthony Chen  Singapour
- Zizotek de Vardis Marinakis  Grèce

### Hors compétition
- Abou Leila de Amin Sidi-Boumédiène  Algérie
- Babyteeth de Shannon Murphy  Australie
- Une Grande Fille (Дылда, Dylda) de Kantemir Balagov  Russie
- Blanco en Blanco de Théo Court  Chili
- Workforce (Mano de obra) de David Zonana  Mexique

## Palmarès

### Compétition
- Prix Theo Angelopoulos (Alexandre d'or) : Viendra le feu (O que arde) de Oliver Laxe
- Alexandre d'argent : La Fièvre (A Febre) de Maya Da-Rin
- Alexandre de bronze du meilleur réalisateur : Melina León pour Song without a Name (Canción sin nombre)
- Prix d'interprétation féminine : Greta Fernández pour son rôle dans A Thief's Daughter (La hija de un ladrón)
- Prix d'interprétation masculine : Amador Arias pour son rôle dans Viendra le feu